# ストレンジ カメレオン
『ストレンジ カメレオン』 (Strange Chameleon) は、日本のロックバンド、the pillowsによる楽曲。転じて、同楽曲が収録された同バンドにおける6枚目のシングルの名称である。ここでは併せて解説する。

## 概要
the pillowsの代表曲の一つであるとされる。作曲者である山中さわおが、自身を「出来損ないのカメレオン」に例えた疎外感の強い歌詞とシリアスな曲調が特徴。
当時のthe pillowsのシングルでは最も売れた曲となった。
同楽曲はシングルに収録されたものとは異なる別のバージョンが存在する。また、後にMr.Children、Bank Bandがカバーを行った。詳細は後述の別バージョンの節を参照のこと。

## 発表に及んだ背景
商業的な成功を最優先に見据え、色々な人の意見など取り入れ製作された前作「Tiny Boat」の失敗に影響され、前作までの路線を大きく改変した内容に仕上げられている。主に所属レコード会社などといったバンド周辺の大勢による反発の相次ぐなか、メンバー（特にボーカルの山中さわお）の独断で半ば強引に発表された今作は、通称第三期の幕明けとなり、バンドの路線を確立させる切っ掛けとなった（詳細はthe pillows#来歴の項を参照のこと）。
また、この作品を転機に音楽性を変更させた主たる理由として、THEE MICHELLE GUN ELEPHANTの存在による影響が大きい。the pillowsが、自身の持つ本来の音楽性を歪めた形で活動を続けていた当時、THEE MICHELLE GUN ELEPHANTの演奏を観覧した結果、背伸びをして続けていた自身の音楽に対し疑問を抱くようになり、シンプルなロックを演奏する自己のスタイルの確立に至ったとされる。

## シングル
前作「Tiny Boat」から約5ヵ月後の1996年6月21日にキングレコードよりリリースされた。規格品番はKICS-557。廃盤のため入手は困難であるが、後に発売されたボックス・セット『LOSTMAN GO TO YESTERDAY』にて同シングルに収録された楽曲が全て収録されている。
なお、ナイフの刃をモチーフにしたバンドロゴは、本作から採用された。(元々は刃の部分にバンド名、柄の部分にシングルのタイトルが入るというデザインで、「アナザーモーニング」までの幾つかのシングルに採用されている)

### 収録曲
1. ストレンジ カメレオン (STRANGE VERSION) [4:37]
  - 作詞・作曲：山中さわお

ミュージック・ビデオが制作されており、VHS / DVD『WE HAVE A THEME SONG』にて視聴が可能である。
2. Yellow beans [3:12]
  - 作詞・作曲：山中さわお

カップリング曲集『Another morning, Another pillows』にも収録されている。
3. FAKIN' IT [2:56]
  - 作詞・作曲：ポール・サイモン

アメリカ合衆国のフォークデュオ・サイモン&ガーファンクルのカバー。
山中が特に影響を受けた楽曲であり、当人の希望によってカバー収録が決定された。また、後にアレンジを施す予定であったためデモテープを録音するような簡易な気分で録音した音源が、想像以上の出来に仕上がり、加工せずそのまま同シングルに収録された。

## 別バージョン

### アルバムバージョン
5thアルバム『Please Mr. Lostman』には、「ストレンジ カメレオン -ORIGINAL STORY-」と題された新録バージョンが収録された。シングルのバージョンと比較すると、演奏時間が2分ほど長い。当初はそちらをシングルに収録されることが計画されていたが、先行シングルとして収録するには長すぎたために見送られた。そのため、シングルに収録された「ストレンジ カメレオン (STRANGE VERSION)」がライブで演奏されたことはシングルが発表された時期のごくわずかしかなく、後に発売されるベスト・アルバム『Fool on the planet』にも、表記はないがアルバムのバージョンが収録されている。

### カバー
2004年9月16日に発表されたthe pillowsのトリビュート・アルバム『SYNCHRONIZED ROCKERS』にて、Mr.Childrenによる「ストレンジ カメレオン -ORIGINAL STORY-」のカバーが収録された。また、Mr.Childrenのボーカルである桜井和寿が所属しているBank Bandでは、ジャズにアレンジされたものが演奏された。
桜井は「ストレンジ カメレオン」を「生涯で傑作を10曲挙げるとすれば間違いなく入る曲」と公言しており、山中さわおもそのリスペクトを汲み取り、『SYNCHRONIZED ROCKERS』制作に当たって「ぜひストレンジ カメレオンをカバーしてほしい」とリクエストし、「もしストレンジ カメレオンをMr.Childrenにやってもらえないのであれば、他の誰にもやってもらいたくないくらいの気持ちだった」と語っている。山中は、Mr.Childrenによる「ストレンジ カメレオン」のアレンジを高く評価し、そのお返しとしてMr.Childrenの楽曲「つよがり」をカバーし、シングル「スケアクロウ」のカップリングに収録した。
また、2014年2月26日に発売された第2弾となるトリビュートアルバム『ROCK AND SYMPATHY -tribute to the pillows-』にて、髭 (HiGE)によるカバーが収録されている。

### Rock Stockバージョン
2009年6月3日に発表された20周年記念ベストアルバム『Rock stock & too smoking the pillows』に収録された「ストレンジ カメレオン -ORIGINAL STORY-」の新録バージョン。ライブ時に近いテンポで録音したのでオリジナルより演奏時間が短い。